# 国鉄1700形蒸気機関車
1700形は、かつて日本国有鉄道の前身である鉄道省に在籍したタンク式蒸気機関車である。

## 概要
元は、陸奥鉄道が1922年（大正11年）に雨宮製作所で1両（製造番号315）を製造した、2気筒単式で飽和式、車軸配置0-6-0(C)のサイドタンク式33t級蒸気機関車である。陸奥鉄道ではA形（4）と称したが、当初は番号もAであったらしい。1927年（昭和2年）に陸奥鉄道が国有化されたのにともない鉄道省籍に編入され、1700形（1700）と改番された。雨宮製作所製の蒸気機関車としては最大級に属する機関車で、同クラスの機関車としては、1923年（大正12年）製の北総鉄道（初代。現在の東武野田線）の2両があった。
サイドタンクは運転台の出入り口一杯までとられた大型のもので、運転台背部には炭庫が設けられている。第2缶胴上に置かれた砂箱は、従来の雨宮仕様であった角型ではなく、ドーム型となっている。また、3軸の動輪は等間隔に配置するのが雨宮製作所の基本デザインであったが、本クラスとその上位クラスである36t級は不等間隔であったのも特徴で、シリンダー部にD形スライドバルブを使用し、弁装置にワルシャート式を採用するなど、当時としては最新の設計であった。制動装置は手ブレーキの他に蒸気ブレーキを備えていたが、蒸気ブレーキは国有化後に空気ブレーキに改造され、空気圧縮機や空気タンクが増設された。
国有化後は青森で入換に使用されていたが、1938年（昭和13年）に新潟臨港鉄道に譲渡された。新潟臨港鉄道では形式はそのまま1700形としたが、番号は1701に変更された。また、譲渡後に空気ブレーキは再び蒸気ブレーキに戻されている。新潟臨港鉄道は、1940年（昭和15年）に新潟臨港開発と改称したが、その翌年の1941年（昭和16年）に同社の路線は国有化されることとなり、本形式も再び鉄道省籍となった。その際、形式は1700形に戻されたが、番号は元に戻らず1701のままとされた。再国有化後は建設用や専用鉄道への貸し渡し用とされていたが、1949年（昭和24年）に東北肥料秋田工場に売却された。

## 北総鉄道
前述のように、本形式の同形機が北総鉄道に2両（101, 102）が導入されている。この2両は、4, 5と改番された後、1944年（昭和19年）の東武鉄道との合併により同社に籍を移し、1947年にC3形（4代）の16, 17（いずれも2代目）とされることとなったが、4は改番されないままとなり、5 → 17のみが改番を実施された。4は1950年（昭和25年）に廃車されたが、17は1954年（昭和29年）に第一セメント川崎工場に譲渡された。

## 主要諸元
1700形の諸元を記す。
- 全長 : 8,441mm
- 全高 : 3,505mm
- 全幅 : 2,388mm
- 軌間 : 1,067mm
- 車軸配置 : 0-6-0(C)
- 動輪直径 : 1,067mm
- 弁装置 : ワルシャート式
- シリンダー（直径×行程） : 356mm×508mm
- ボイラー圧力 : 12.5kg/cm2
- 火格子面積 : 1.1m2
- 全伝熱面積 : 52.6m2
  - 煙管蒸発伝熱面積 : 46.7m2
  - 火室蒸発伝熱面積 : 5.9m2
- ボイラー水容量 : 2.1m3
- 小煙管（直径×長サ×数） : 45mm×2,696mm×138本
- 機関車運転整備重量 : 33.24t
- 機関車空車重量 : 26.32t
- 機関車動輪上重量（運転整備時） : 33.24t
- 機関車動輪軸重（第2動輪上） : 12.43t
- 水タンク容量 : 3.7m3
- 燃料積載量 : 1.2t
- 機関車性能
  - シリンダ引張力 : 6,410kg
- ブレーキ装置 : 手ブレーキ、蒸気ブレーキ → 空気ブレーキ